# 339年
| 千纪： | 1千纪                                                                                           |
| 世纪： | 3世纪 \| 4世纪 \| 5世纪                                                                         |
| 年代： | 300年代 \| 310年代 \| 320年代 \| 330年代 \| 340年代 \| 350年代 \| 360年代                       |
| 年份： | 334年 \| 335年 \| 336年 \| 337年 \| 338年 \| 339年 \| 340年 \| 341年 \| 342年 \| 343年 \| 344年 |
| 纪年： | 己亥年（猪年）；成汉汉兴二年；东晋咸康五年；前凉建兴二十七年；后赵建武五年；代国建国二年        |

## 大事记
- 東晉丞相王導逝世，庾冰入朝任中書監、揚州刺史、都督揚豫兗三州軍事、征虜將軍、假節。
- 庾亮見後趙石勒已死，意圖奪回北方失土，於是請求解任豫州刺史而改授給征虜將軍毛寶，毛寶於是以監揚州江西諸軍事、豫州刺史的身份與西陽太守樊峻領一萬精兵守邾城，又派軍進攻佔據蜀地的成漢，捕成漢荊州刺史李閎和巴郡太守黃植，及後上疏求領十萬兵眾進據石城，準備北伐後趙，未允。
- 石虎任命夔安為大都督，帶領石鑒、石閔、李農、張貉及李菟等五將率五萬人攻荊州和揚州北部，另領二萬騎攻陷邾城，庾亮翌年因憂慨而患病逝世。

## 逝世
- 9月7日——王導，東晉初年權臣，歷仕晉元帝、晉明帝和晉成帝三代。
- 郗鑒，东晋重要將領，軍事家。東漢御史大夫郗慮的玄孫，歷仕晉元帝、晉明帝、晉成帝三朝，協助討平晉初的王敦之亂和蘇峻之亂。
- 毛寶，东晋重要將領，曾協助平定蘇峻之亂，參與庾亮的北伐行動，被後趙擊敗後在長江遇溺身亡。